# Impuesto del templo
El impuesto del templo era un impuesto religioso en la época del Segundo Templo de Jerusalén. Era un impuesto pagado por todos los judíos como una contribución al mantenimiento del templo.
El impuesto es el fondo para el milagro de la moneda en la boca del pez: "Cuando llegaron a Capernaúm, se acercaron a Pedro los que cobraban el impuesto de dos dracmas y dijeron: ¿No paga vuestro maestro las dos dracmas?"